# Rhuda decepta
Rhuda decepta är en fjärilsart som beskrevs av William Schaus 1928. Rhuda decepta ingår i släktet Rhuda och familjen tandspinnare. Inga underarter finns listade.